# Scytodes apuecatu
Scytodes apuecatu là một loài nhện trong họ Scytodidae.
Loài này thuộc chi Scytodes. Scytodes apuecatu được miêu tả năm 2006 bởi Rheims & Antonio D. Brescovit.